# کاسالبوره
کاسالبوره (به ایتالیایی: Casalbore) یک کومونه در ایتالیا است که در استان آولینو واقع شده‌است.

## خصوصیات
کاسالبوره ۲۷٫۹۸ کیلومترمربع مساحت و ۲٬۰۱۲ نفر جمعیت دارد و ۵۷۵ متر بالاتر از سطح دریا واقع شده‌است.

## خواهرخوانده
شهر وینووو خواهرخواندهٔ کاسالبوره هست.